# Rue des Bateliers (Colmar)
Pour les articles homonymes, voir Rue des Bateliers.
La rue des Bateliers est une voie de la commune française de Colmar.

## Situation et accès
Cette voie de circulation, d'une longueur de 60 m, se trouve dans le quartier centre.
On y accède par les rues de Turenne et de la Herse.
Cette voie n'est pas desservie par les bus de la TRACE.